# Gyatso
Gyatso (tibétain : རྒྱ་མཚོ, Wylie : rgya mtsho, pinyin tibétain : Gyamco, THL : Gyatso, équivalent du mot sanskrit Samudra) est un nom personnel et un mot tibétain signifiant « océan ». Dans le titre dalaï-lama, le mot mongol dalaï (mongol : далай¸ signifiant océan) est la traduction de Gyatso, partie du nom personnel du 3e dalaï-lama Sonam Gyatso, premier à recevoir ce titre.
Les personnes notables dont les noms incluent « Gyatso » comprennent :

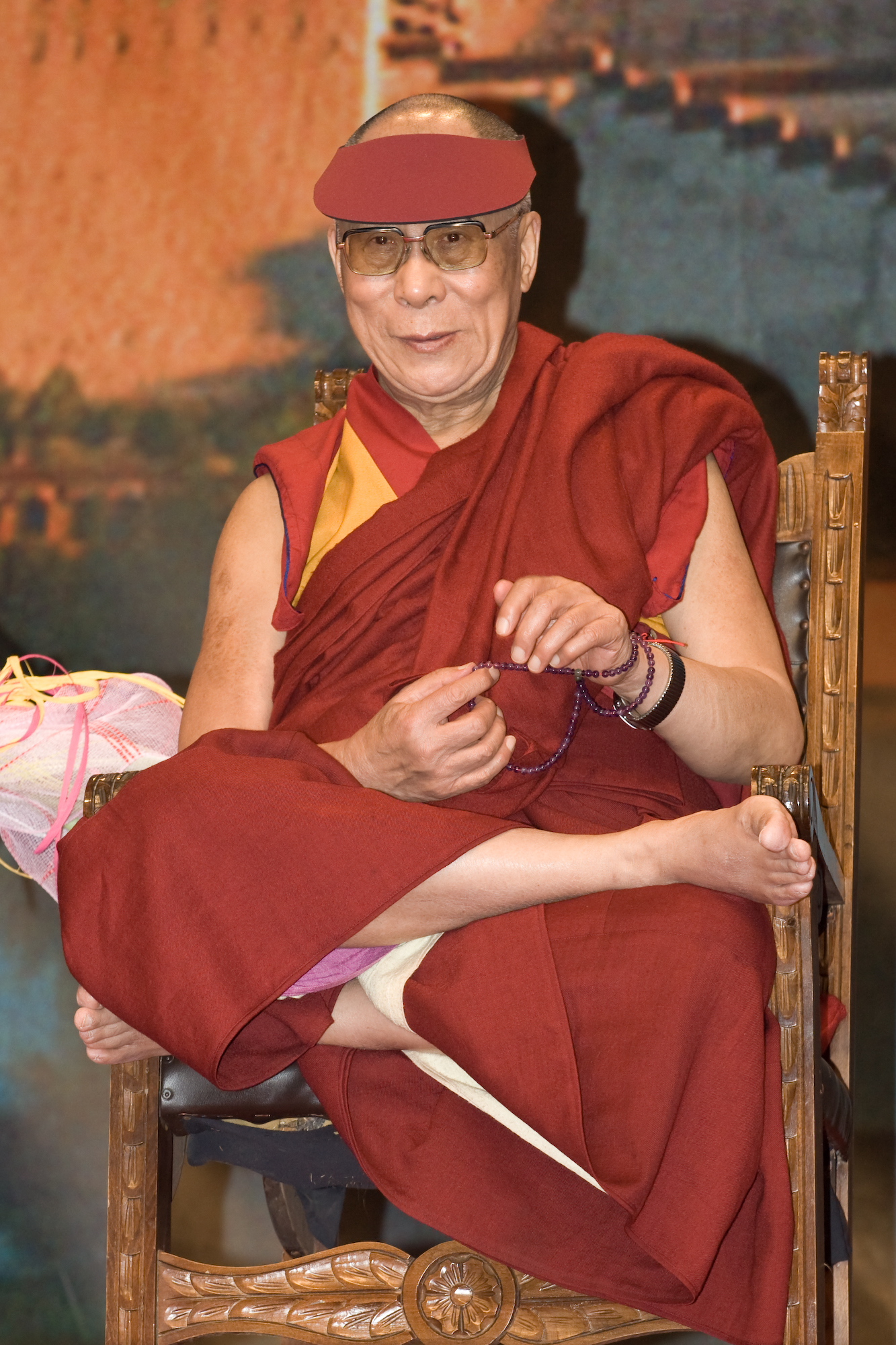
L'actuel dalaï-lama Tenzin Gyatso

Chaque dalaï-lama, autre que le 1er, a eu Gyatso comme le deuxième mot de son nom personnel ; par exemple, l'actuel dalaï-lama est nommé Tenzin Gyatso. Voir la liste des dalaï-lamas ;
- Chödrak Gyatso, le 7e karmapa ;
- Jamgon Ju Mipham Gyatso (1846–1912), Mipham Rinpoché, un érudit tibétain de l'école nyingmapa ;
- Chögyam Trungpa (Chögyam est la contraction de Chögyi Gyamtso), enseignant bouddhiste ;
- Kelsang Gyatso (1931-2022), moine britannique et fondateur de la nouvelle tradition kadampa ;
- Khenpo Tsultrim Gyamtso Rinpoché, un lama karma-kagyu ;
- Palden Gyatso, un moine qui a passé trente-trois ans comme prisonnier politique ;
- Sangyé Gyatso, figure politique du XVIIe siècle ;
- Sherab Gyatso, politique communiste du XXe siècle ;
- Lhagyari Namgyal Gyatso, (1927-2003), écrivain et député tibétain exilé en Inde ;
- Gyatsho Tshering (1936-2009), directeur de la Bibliothèque des archives et des œuvres tibétaines et érudit tibétain de nationalité indienne ;
- Janet Gyatso, née Janet Frank (1949-), une tibétologue et bouddhologue américaine ;
- Le moine Gyatso, un personnage dans Avatar, le dernier maître de l'air.